# Jan Krzywicki
Jan Krzywicki (Philadelphia, 15 april 1948) is een Amerikaanse componist, muziekpedagoog en dirigent.

## Levensloop
Krzywicki kreeg als kind pianoles. Later volgde hij compositieles bij Joseph Castaldo. Hij studeerde aan de Universiteit van Kansas in Lawrence bij John Pozdro en Edward Mattila en behaalde zijn Bachelor of Music. Vervolgens studeerde hij bij Theodore Antoniou aan de "Philadelphia Musical Academy", nu: University of the Arts in Philadelphia en behaalde aldaar zijn Master of Music. Verdere studies maakte hij bij Vincent Persichetti en Elliott Carter aan de Juilliard School of Music in New York, bij Nadia Boulanger aan de École des Beaux-Arts in Fontainebleau, alsook tijdens het Aspen Music Festival and School in Aspen. Speciale studies voor middeleeuwse muziek alsook voor de muziek vanuit de 20e eeuw maakte hij aan de Temple University in Philadelphia.
Als dirigent werkte hij samen met diverse kamerorkesten en ensembles. Sinds 1990 is hij dirigent van het "hedendaagse ensemble network voor nieuwe muziek", met wie hij voor meer dan zeventig werken de première verzorgde.
Hij was werkzaam als docent aan het "Beaver College", nu: Arcadia University in Glenside, aan het Haverford College, de Philadelphia Musical Academy, aan het Philadelphia College of the Performing Arts en de New School of Music. Vanaf 1987 is hij docent aan het "Boyer College of Music and Dance" van de "Temple University" in Philadelphia. 
Als componist schreef hij werken voor verschillende genres. Hij componeerde werken voor de Philadelphia Chamber Music Society, het Portland Symphony Orchestra, de Chestnut Brass Company, het Colorado Quartet, het Pennsylvania Ballet en anderen. Als componist ontving hij studiebeurzen als "Pew Fellowship in the Arts" (1996), van de Rockefeller Foundation voor een studie in Bellagio en van de Edward T. Cone Foundation/Roger Sessions Memorial Bogliasco voor een studiereis naar Bogliasco.

## Composities

### Werken voor orkest
- 1971 Idyll, voor veertien strijkers (8 violen, 3 altviolen, 2 celli en contrabas)
- 1975 Continuum, voor orkest
- 1996-1997 Concert, voor tuba en orkest
- 1997 Dithyramb, voor strijkorkest
- 1999 Concertino, voor hobo, trompet, harp en strijkorkest
  1. Urgently
  2. Suspended
  3. Capriccioso
- 2008 Triquetra, voor strijkorkest
- 2009 Three Variants on Capanna, voor gemengd kwintet en strijkorkest
- 2011 Concertino bucolico, voor klarinet, fagot, strijkorkest en harp
  1. Morning
  2. Soliloquys
  3. Allegretto
  4. Soliloquys

### Werken voor harmonieorkest
- 1970 Pastorale, voor bariton en harmonieorkest
- 1998 Prelude, Fugue and Chorale, voor harmonieorkest

### Vocale muziek

#### Cantates
- 1997 A Precipice Garden, cantate voor sopraan, gemengd koor en kamerorkest - tekst: James DePriest, uit "This Precipice Garden" (1986) en "The Distant Siren" (1989)

#### Werken voor koor
- 1970 Motet Passionale, voor gemengd koor en orkest
- 1993 Two Poems, voor gemengd koor a capella - tekst: Robert Frost, Mukai Kyorai
- 1995 rev.2011 Lute Music, voor gemengd koor, harp, celesta, piano en orgel
- 1997 This is thy hour, O Soul, voor gemengd koor en viool - tekst: Walt Whitman
- 1998 Come to Me, voor gemengd koor a capella - tekst: Christina Georgina Rossetti
- 2002 StarSongs, voor gemengd koor, viool en harp
- 2006 Fortuna, voor gemengd koor a capella

#### Liederen
- 1966 Four Songs on Texts of Li Po, voor sopraan en piano - tekst: Bai Li, vertaling door Shigeyoshi Obata
  1. The tears of banishment
  2. On a quiet night
  3. Lines
  4. The night of sorrow
- 1985 Nocturne I, voor sopraan en vier gitaren - tekst: Walter de la Mare
- 1985-1987 Nocturne II, voor sopraan, vibrafoon, harp en piano - tekst: Walter de la Mare, "Moonlight"
- 1995 Four Songs after Rexroth , voor mezzosopraan, harp, slagwerk en piano - tekst: Kenneth Rexroth - ook in een versie voor mezzosopraan en piano
- 1997 Dirge in Woods, voor mezzosopraan en piano - tekst: George Meredith
- 2007 In Evening’s Shadow, voor sopraan, gitaar, viool, altviool en cello
- 2011 Divertimento: Pieces of Six, voor sopraan en pianokwintet

### Kamermuziek
- 1968-1983 Ballade, voor tuba en piano
- 1977 Convocare, voor 2 trompetten en 3 hoorns
- 1977 Snow Night, voor marimba en piano
- 1988 Deploration, voor koperkwintet
- 1989 Variations on a hymn ("Round me falls the night") of Persichetti, voor koperkwintet
- 1990 Planctus, voor hobo en harp
- 1992 rev.2012 Night Robin, voor blaaskwintet
- 1993-1994 Strijkkwartet
- 1994 Sonate, voor trompet en piano
- 2000 Fable, voor baritonsaxofoon en piano
- 2002 Septet, voor dwarsfluit, klarinet, viool, cello, harp, piano en slagwerk
- 2004 Partita, voor hobo en piano
- 2005 Bear’s Dance, voor cello, piano en slagwerk
- 2008 Five Lyrics, voor dwarsfluit en piano
- 2010 Recall and Reprise, voor dwarsfluit, klarinet, cello en piano

### Werken voor piano
- 2001 Nocturnals
- 2003 Alchemy
- 2005 Vogelfänger

### Werken voor harp
- 1980-1983 Starscape

### Werken voor gitaar
- 1992 Fantasia, voor twee gitaren
- 2005 Stairway to California, voor twee gitaren

## BIbliografie
- Wolfgang Suppan, Armin Suppan: Das Neue Lexikon des Blasmusikwesens, 4. Auflage, Freiburg-Tiengen, Blasmusikverlag Schulz GmbH, 1994, ISBN 3-923058-07-1
- Kyle Smith: Catalog of the Music of Pennsylvania Composers, Vol. I: Orchestral Music, Wynnewood, Penn: Pennsylvania Composers Forum, 1992, 60 p.
- E. Ruth Anderson: Contemporary American Composers - A Biographical Dictionary, Second edition, Boston: G. K. Hall, 1982, 578 p., ISBN 978-0-816-18223-7